# ماكيكو أوموتو
ماكيكو أوموتو (大本眞基子 أوموتو ماكيكو) هي مؤدية أصوات يابانية ولدت في 1 فبراير في محافظة أوكاياما.

## أدوارها في الأنمي

### مسلسلات أنمي تلفزيونية
- دانغانرونبا ذي أنيميشن - ساياكا مايزونو
- دانغانرونبا 3: نهاية أكاديمية قمة الأمل - ساياكا مايزونو
- سوبر سونيك سبنر - ميساء
- ون بيس - ماكينو, بصل, مس منداي
- كوركتر يوي - يوي كاسوغا
- أيام ميدوري - ماكيه
- إينوياشا فصل الخاتمة - يوكاي العظم
- جان x سورد - كاروسا
- لوست يونيفرس - روب
- الوحوش الطفيلية: ثوابت النجاة - هيكاوا
- ساموراي واريورز - إيناهيمي

## أدوارها في ألعاب الفيديو
- سوبر سماش برذرز براول - كيربي, نيس
- تيلز أوف إينوسنس - والدة روكا ميلدا, نينو
- كونسبشن: رجاء أنجبي أطفالي - روكا
- ساموراي واريورز 4 - إيناهيمي

## وصلات خارجية
- ماكيكو أوموتو على موقع IMDb (الإنجليزية)
- ماكيكو أوموتو على موقع ميوزك برينز (الإنجليزية)
- ماكيكو أوموتو على موقع قاعدة بيانات الفيلم (الإنجليزية)
- ماكيكو أوموتو على موقع ANN person (الإنجليزية)